# 農商務省

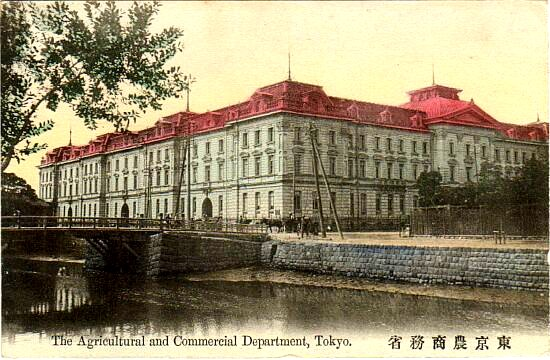
農商務省廳舍，設計者為（明治24年1891年）

農商務省（日语：／ Nōshōmushō）為大日本帝國為產業行政的推動所成立之中央省廳。本條目亦合併介紹第二次世界大戰期間成立之農商省（日语：／ Nōshōshō）。

## 農商務省
農商務省設立於1881年（明治14年）4月7日，為負責執行明治政府殖產興業政策之國家機關。
在太政官制下由農商務卿為首長，自内閣制度創設後改由設立農商務大臣一職為首長。主掌農、林、漁、工、商等各種行業。
1925年（大正14年）4月1日農商務省拆解為負責第一級產業之農林省（現：農林水產省）及負責第二、第三級產業之商工省（現：經濟產業省）。
由於工場法之制定，因此向全國工場勞動者之實際狀況進行調査，並於1903年（明治36年）刊行報告書《職工事情》。

## 農商省
農商省設立於1943年（昭和18年）11月1日。由於工、商事務職責機關為軍需省，因此存在於明治、大正時期之農商務省的“務”自剔除。首長一職由農商大臣擔任。
由於第二次世界大戰，商工省之主要部門移轉入軍需省，並將商工省之殘存部門於農林省整合為「農商省」。1945年（昭和20年）8月26日終戰後，軍需省喪失存在依據，因此商工省脫離農商省並統和軍需省而恢復設立，而農商省因失去工商業職責改名為農林省。

## 沿革
- 1881年（明治14年）4月7日：農商務省設置，由内務省驛遞局、山林局、勸農局、博物局和大藏省商務局統合而成。
- 1885年（明治18年）12月22日：内閣制度創設，工部省廢止、遞信省設置。工部省之鑛山事務及工作事務移轉農商務省。農商務省之驛遞事務及船管事務移轉遞信省。
- 1896年（明治29年）4月1日：創設為官營之製鐵所。
  - 1901年（明治34年）2月5日：製鐵所開業。
- 1925年（大正14年）4月1日：農商務省廢止，改設置農林省及商工省。
- 1943年（昭和18年）11月1日：農商省設置，由商工省所管之纖維工業及日常生活物資統制事務移交農林省並更名而成。
  - 為強化戰時中軍需工業將商工省大半部份與企劃院統合設置軍需省。
  - 商工省所管之倉庫管理移交新設之運輸通信省。
  - 商工省所管之貿易管理移交大東亞省。
- 1945年（昭和20年）8月26日：農商省廢止，拆解為農林省與商工省。
  - 終戰後軍需省喪失存在依據，因而解散並將回歸舊屬組織。然而軍需省設置時，由遞信省移轉之電力管理職務移交商工省。

## 人事

### 太政官制(農商務卿)
| 農商務卿 |          |                               |
| 1        | 河野敏鎌 | 1881年4月7日-1881年10月20日   |
| 2        | 西鄉從道 | 1881年10月20日-1885年12月21日 |

### 內閣官制(農商務大臣、農商大臣)
- 根據《大日本帝國憲法》，內閣總理的更換不會影響每位大臣的職位，有可能在沒有任何任命或豁免令的情況下繼續擔任大臣。
- 未連續任數之大臣在該年斷中是臨時代理者，因為這是同時任命的而沒有向原大臣頒發豁免令，但當時任免辦法尚未編纂，後來根據該慣例，同時有兩名農商務大臣。由於任期不短，因此未省略。
- 臨時代理者不計入任數。

| 農商務大臣 |              |                             |                                                                        |
| 1          | 谷干城       | 第1次伊藤内閣               | 1885年12月22日-1887年7月26日                                           |
|            | 西鄉從道     | 第1次伊藤内閣               | 1886年3月16日-1886年7月10日 由海軍大臣兼任                             |
|            | 山縣有朋     | 第1次伊藤内閣               | 1886年7月10日-1887年6月24日 由内務大臣兼任                             |
| 2          | 土方久元     | 第1次伊藤内閣               | 1887年7月26日-1887年9月17日                                            |
| 3          | 黑田清隆     | 第1次伊藤内閣               | 1887年9月17日-1888年4月30日                                            |
| -          | 榎本武揚     | 黑田内閣                    | 1888年4月30日-1888年7月25日 由遞信大臣臨時兼任                         |
| 4          | 井上馨       | 黑田内閣                    | 1888年7月25日-1889年12月23日                                           |
| 5          | 岩村通俊     | 第1次山縣内閣               | 1889年12月24日-1890年5月17日                                           |
| 6          | 陸奥宗光     | 第1次山縣内閣 第1次松方内閣 | 1890年5月17日-1892年3月14日                                            |
| 7          | 河野敏鎌     | 第1次松方内閣               | 1892年3月14日-1892年7月14日 1892年6月23日-1892年7月14日、兼任司法大臣  |
| 8          | 佐野常民     | 第1次松方内閣               | 1892年7月14日-1892年8月8日                                             |
| 9          | 後藤象二郎   | 第2次伊藤内閣               | 1892年8月8日-1894年1月22日                                             |
| 10         | 榎本武揚     | 第2次伊藤内閣 第2次松方内閣 | 1894年1月22日-1897年3月29日                                            |
| 11         | 大隈重信     | 第2次松方内閣               | 1897年3月29日-1897年11月6日 由外務大臣兼任                             |
| 12         | 山田信道     | 第2次松方内閣               | 1897年11月8日-1898年1月12日                                            |
| 13         | 伊東巳代治   | 第3次伊藤内閣               | 1898年1月12日-1898年4月26日                                            |
| 14         | 金子堅太郎   | 第3次伊藤内閣               | 1898年4月26日-1898年6月30日                                            |
| 15         | 大石正巳     | 第1次大隈内閣               | 1898年6月30日-1898年11月8日                                            |
| 16         | 曾禰荒助     | 第2次山縣内閣               | 1898年11月8日-1900年10月19日                                           |
| 17         | 林有造       | 第4次伊藤内閣               | 1900年10月19日-1901年6月2日                                            |
| 18         | 平田東助     | 第1次桂内閣                 | 1901年6月2日-1903年7月17日                                             |
| 19         | 清浦奎吾     | 第1次桂内閣                 | 1903年7月17日-1903年9月22日 由司法大臣兼任                             |
| 20         | 清浦奎吾     | 第1次桂内閣                 | 1903年9月22日-1906年1月7日 1905年9月16日-1906年1月7日、兼任内務大臣    |
| 21         | 松岡康毅     | 第1次西園寺内閣             | 1906年1月7日-1908年7月14日                                             |
| 22         | 大浦兼武     | 第2次桂内閣                 | 1908年7月14日-1911年8月30日                                            |
|            | 小松原英太郎 | 第2次桂内閣                 | 1910年3月28日-1910年9月3日 由文部大臣兼任                              |
| 23         | 牧野伸顯     | 第2次西園寺内閣             | 1911年8月30日-1912年12月21日                                           |
| 24         | 仲小路廉     | 第3次桂内閣                 | 1912年12月21日-1913年2月20日                                           |
| 25         | 山本達雄     | 第1次山本内閣               | 1913年2月20日-1914年4月16日                                            |
| 26         | 大浦兼武     | 第2次大隈内閣               | 1914年4月16日-1915年1月7日                                             |
| 27         | 河野廣中     | 第2次大隈内閣               | 1915年1月7日-1916年10月9日                                             |
| 28         | 仲小路廉     | 寺内内閣                    | 1916年10月9日-1918年9月29日                                            |
| 29         | 山本達雄     | 原内閣 高橋内閣             | 1918年9月29日-1922年6月12日                                            |
| 30         | 荒井賢太郎   | 加藤（友）内閣              | 1922年6月12日-1923年9月2日                                             |
| 31         | 田健治郎     | 第2次山本内閣               | 1923年9月2日-1923年12月24日 1923年9月2日-1923年9月6日、兼任司法大臣    |
| 32         | 岡野敬次郎   | 第2次山本内閣               | 1923年12月24日-1924年1月7日 由文部大臣兼任                             |
| 33         | 前田利定     | 清浦内閣                    | 1924年1月7日-1924年6月11日                                             |
| 34         | 高橋是清     | 加藤（高）内閣              | 1924年6月11日-1925年4月1日 1925年2月5日-1925年2月9日、臨時兼任司法大臣 |
| 農商大臣   |              |                             |                                                                        |
| 1          | 山崎達之輔   | 東條内閣                    | 1943年11月1日-1944年2月19日                                            |
| 2          | 内田信也     | 東條内閣                    | 1944年2月19日-1944年7月22日                                            |
| 3          | 島田俊雄     | 小磯内閣                    | 1944年7月22日-1945年4月7日                                             |
| 4          | 石黑忠篤     | 鈴木（貫）内閣              | 1945年4月7日-1945年8月17日                                             |
| 5          | 千石興太郎   | 東久邇宮内閣                | 1945年8月17日-1945年8月26日                                            |

#### 次官

##### 農商務次官
| 姓名       | 任期                                            | 備註                                     |
| ---------- | ----------------------------------------------- | ---------------------------------------- |
| 吉田清成   | 1886(明治19)年3月4日 - 1887(明治20)年7月26日    | 初任農商務次官                           |
| 花房義質   | 1887(明治20)年7月26日 - 1888(明治21)年11月20日  | 日本赤十字社社長                         |
| 岩村通俊   | 1888(明治21)年11月20日 - 1889(明治22)年12月24日 | 農商務大臣                               |
| 前田正名   | 1890(明治23)年1月16日 - 1890(明治23)年5月31日   | 貴族院議員                               |
| 石田英吉   | 1890(明治23)年7月16日 - 1891(明治24)年6月13日   | 貴族院議員                               |
| 西村捨三   | 1891(明治24)年6月15日 - 1893(明治26)年3月9日    | 内務官僚及内務省警保局長、大阪府知事     |
| 齋藤修一郎 | 1893(明治26)年3月9日 - 1894(明治27)年1月8日     |                                          |
| 金子堅太郎 | 1894(明治27)年1月31日 - 1897(明治30)年4月10日   | 農商務大臣、司法大臣                     |
| 大石正巳   | 1897(明治30)年4月10日 - 1897(明治30)年11月6日   |                                          |
| 奥田義人   | 1897(明治30)年11月6日 - 1898(明治31)年5月6日    | 文部次官、拓殖務次官、司法大臣、東京市長 |
| 藤田四郎   | 1898(明治31)年5月6日 - 1898(明治31)年7月5日     |                                          |
| 柴四朗     | 1898(明治31)年7月5日 - 1898(明治31)年11月8日    |                                          |
| 藤田四郎   | 1898(明治31)年11月8日 - 1900(明治33)年5月19日   |                                          |

##### 農商務總務長官
| 姓名       | 任期                                         | 備註 |
| ---------- | -------------------------------------------- | ---- |
| 藤田四郎   | 1900(明治33)年5月20日 - 1901(明治34)年6月5日 |      |
| 安廣伴一郎 | 1901(明治34)年6月5日 - 1903(明治36)年9月3日  |      |
| 和田彦次郎 | 1903(明治36)年9月3日 - 1903(明治36)年12月4日 |      |

##### 農商務次官
| 姓名       | 任期                                           | 備註                                                       |
| ---------- | ---------------------------------------------- | ---------------------------------------------------------- |
| 和田彦次郎 | 1903(明治36)年12月5日 - 1907(明治40)年8月3日   |                                                            |
| 久米金彌   | 1907(明治40)年8月3日 - 1908(明治41)年7月17日   |                                                            |
| 押川則吉   | 1908(明治41)年7月17日 - 1912(大正元)年12月21日 |                                                            |
| 下岡忠治   | 1912(大正元)年12月21日 - 1913(大正2)年2月23日  |                                                            |
| 橋本圭三郎 | 1913(大正2)年2月23日 - 1914(大正3)年4月17日    | 初代帝國石油株式會社總裁、法制局及大藏官僚                 |
| 上山滿之進 | 1914(大正3)年4月17日 - 1918(大正7)年10月2日    |                                                            |
| 犬塚勝太郎 | 1918(大正7)年10月2日 - 1920(大正9)年6月22日    | 内務官僚                                                   |
| 田中隆三   | 1920(大正9)年6月22日 - 1922(大正11)年6月14日   | 文部大臣                                                   |
| 岡本英太郎 | 1922(大正11)年6月14日 - 1923(大正12)年12月8日  | 初代産業組合中央金庫理事長                                 |
| 竹內友治郎 | 1923(大正12)年12月8日 - 1924(大正13)年1月9日   |                                                            |
| 鶴見左吉雄 | 1924(大正13)年1月9日 - 1924(大正13)年6月11日   |                                                            |
| 三土忠造   | 1924(大正13)年6月11日 - 1924(大正13)年8月12日  | 大正民主運動成員、衆議院議員政治任命、東京高等師範學校畢業 |
| 中井勵作   | 1924(大正13)年8月12日 - 1924(大正13)年12月1日  | 初代日本製鐵社長                                           |
| 四條隆英   | 1924(大正13)年12月1日 - 1925(大正14)年3月31日  | 解體為農林省和商工省、初代商工次官、貴族院議員             |

##### 農商次官
| 姓名     | 任期                                          | 備註                              |
| -------- | --------------------------------------------- | --------------------------------- |
| 石黑武重 | 1943(昭和18)年11月1日 - 1944(昭和19)年2月25日 |                                   |
| 重政誠之 | 1944(昭和19)年2月25日 - 1945(昭和20)年4月13日 | 農林大臣                          |
| 湯河元威 | 1945(昭和20)年4月13日 - 1945(昭和20)年8月22日 | 任中終戰、第2代農林中央金庫理事長 |
| 重政誠之 | 1945(昭和20)年8月22日 - 1945(昭和20)年8月25日 |                                   |

## 文獻
- Harari, Ehud. . University of California Press. 1073. ISBN 0-520-02264-5.